# 大棠路
大棠路（英語：Tai Tong Road），又稱「大棠道」，是香港元朗區最長的道路之一，建於1950年代末。起點位於元朗市中心，元朗大馬路、大棠路站與谷亭街交界處，向南延伸至大棠村，往南接僑興路。
整條大棠路人流和車流最多的位置是北段元朗市中心近元朗千色匯一帶。

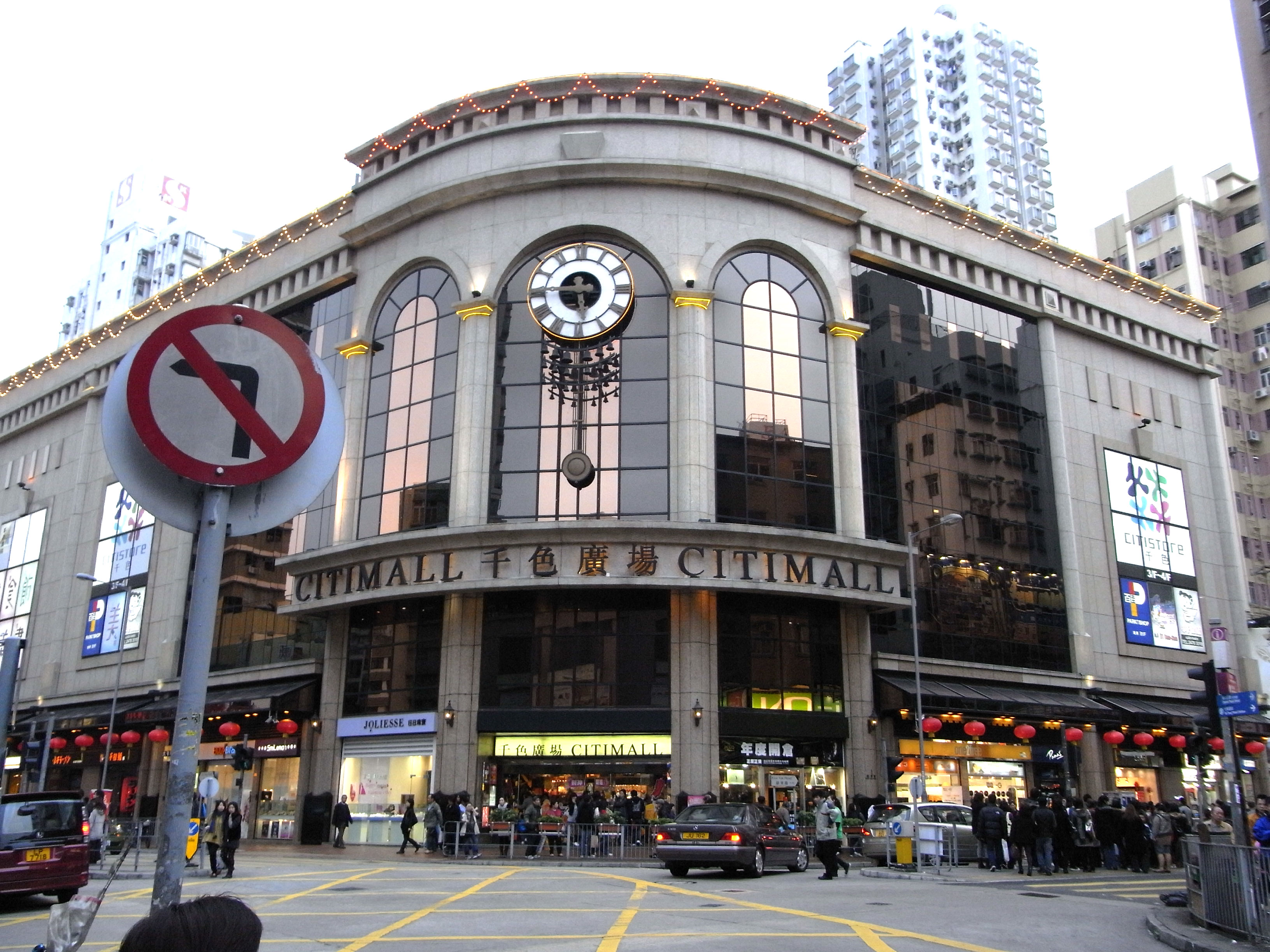
元朗千色匯

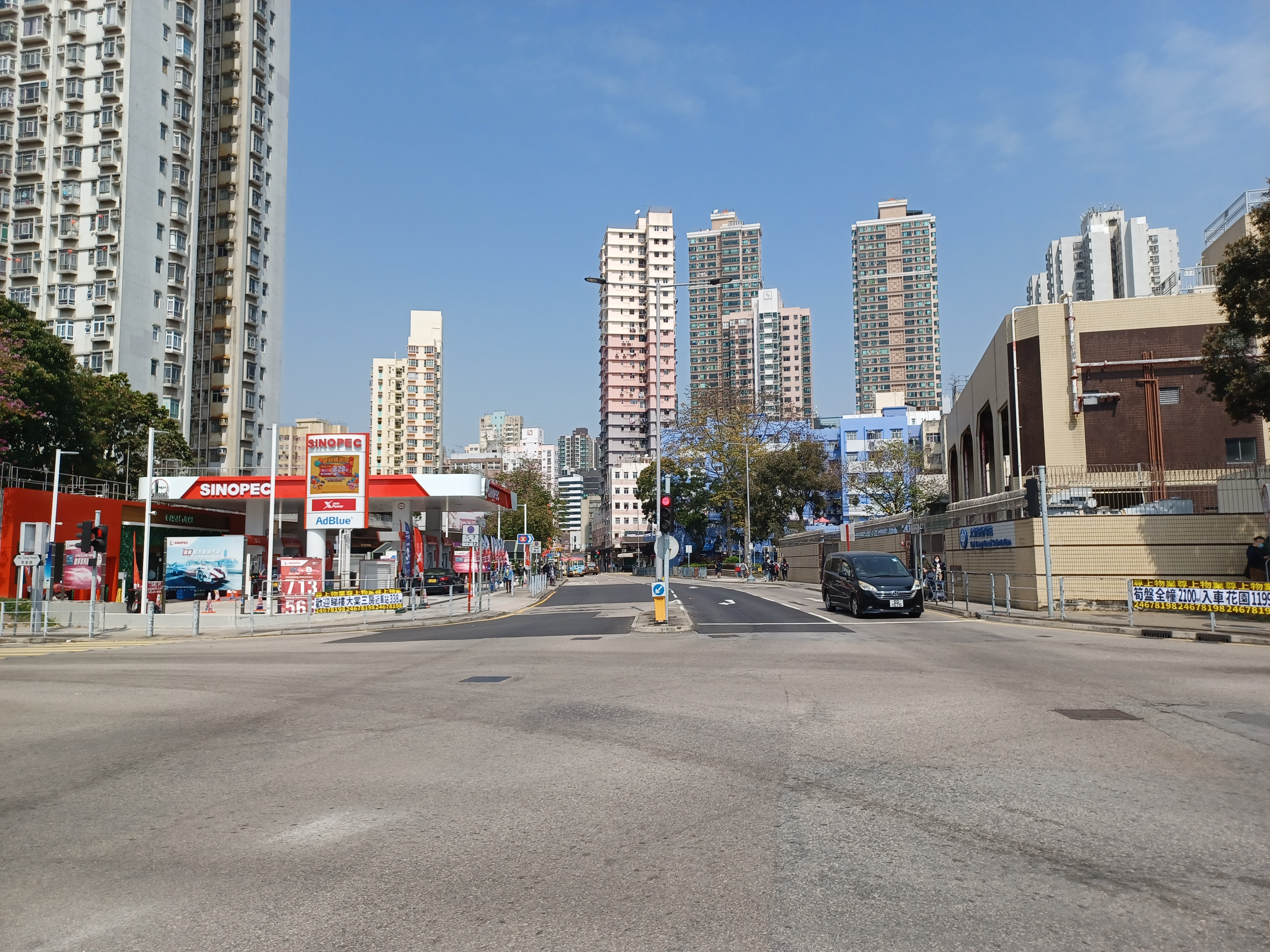
大棠路近富達廣場

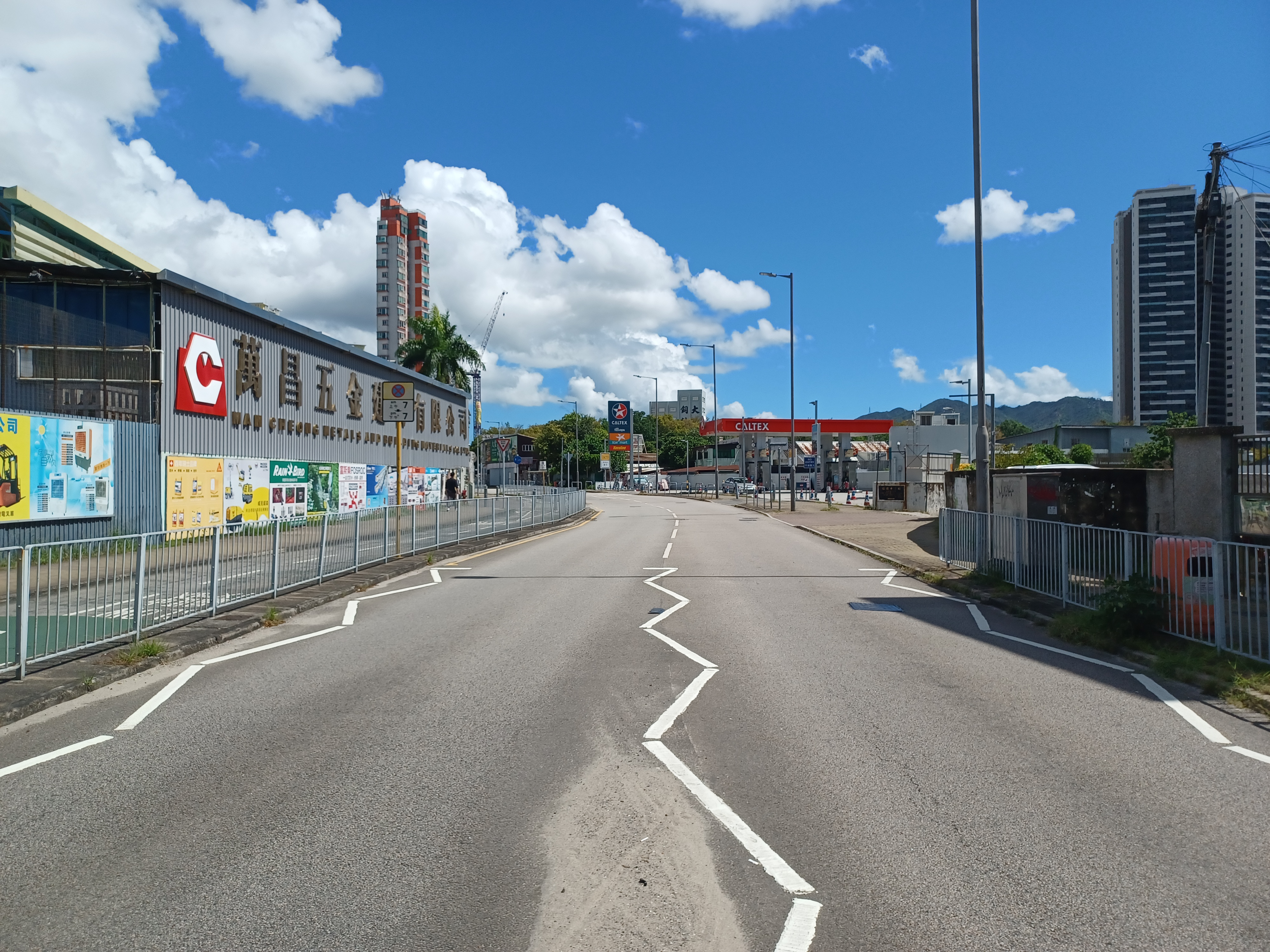
大棠路近元朗浸信會

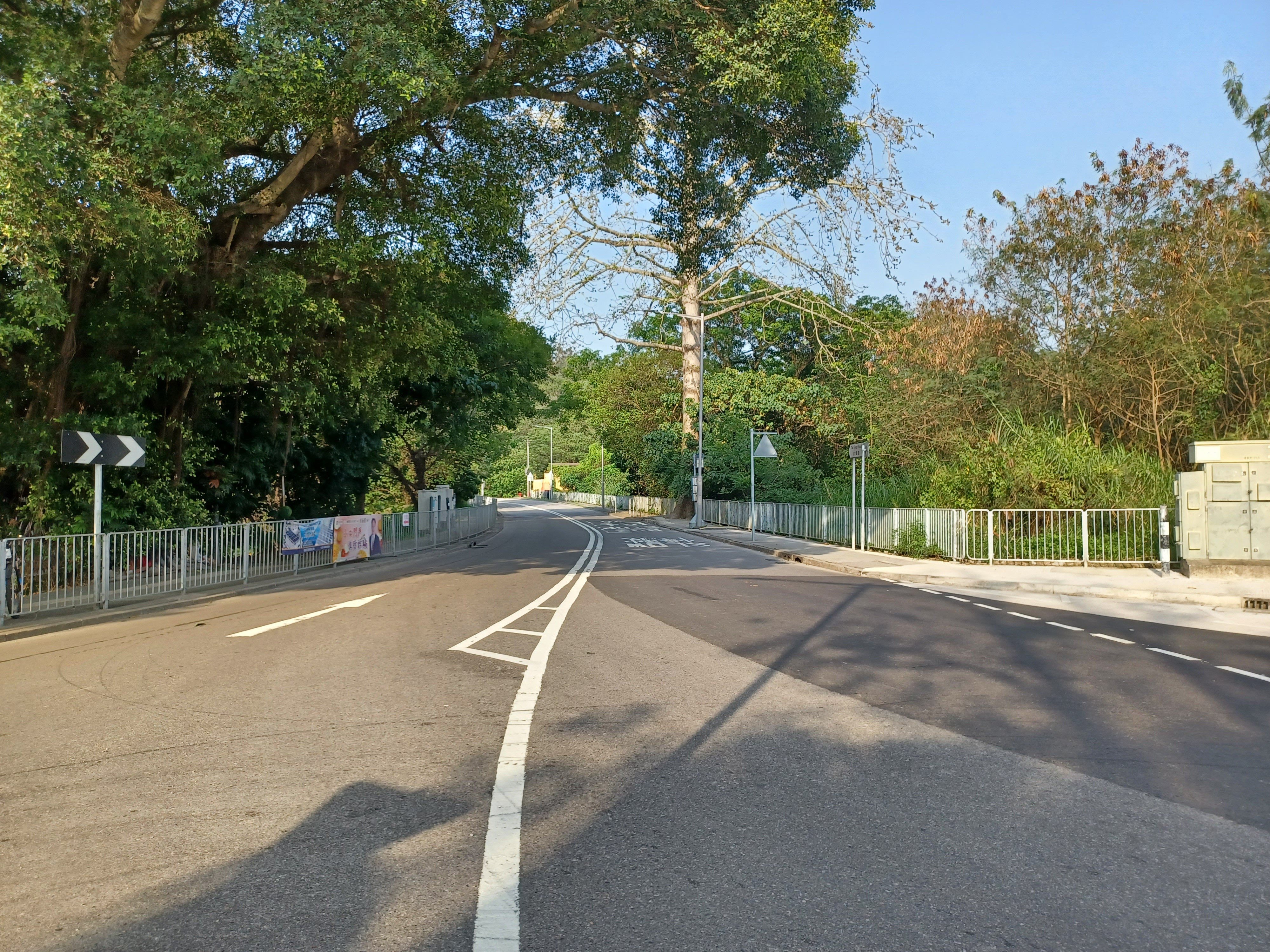
大棠路近香港童軍總會蔡志明聯光童軍中心

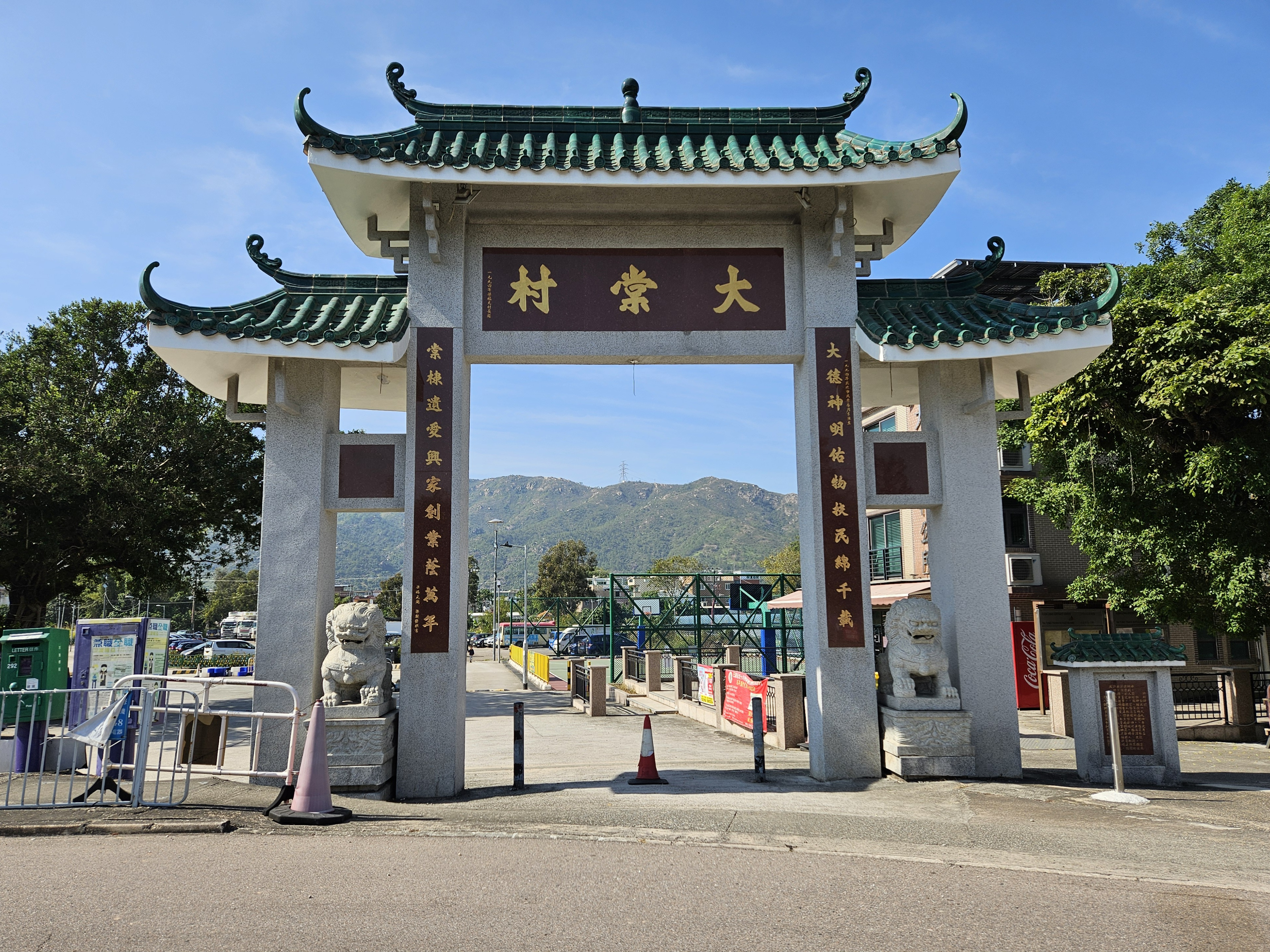
大棠村牌坊

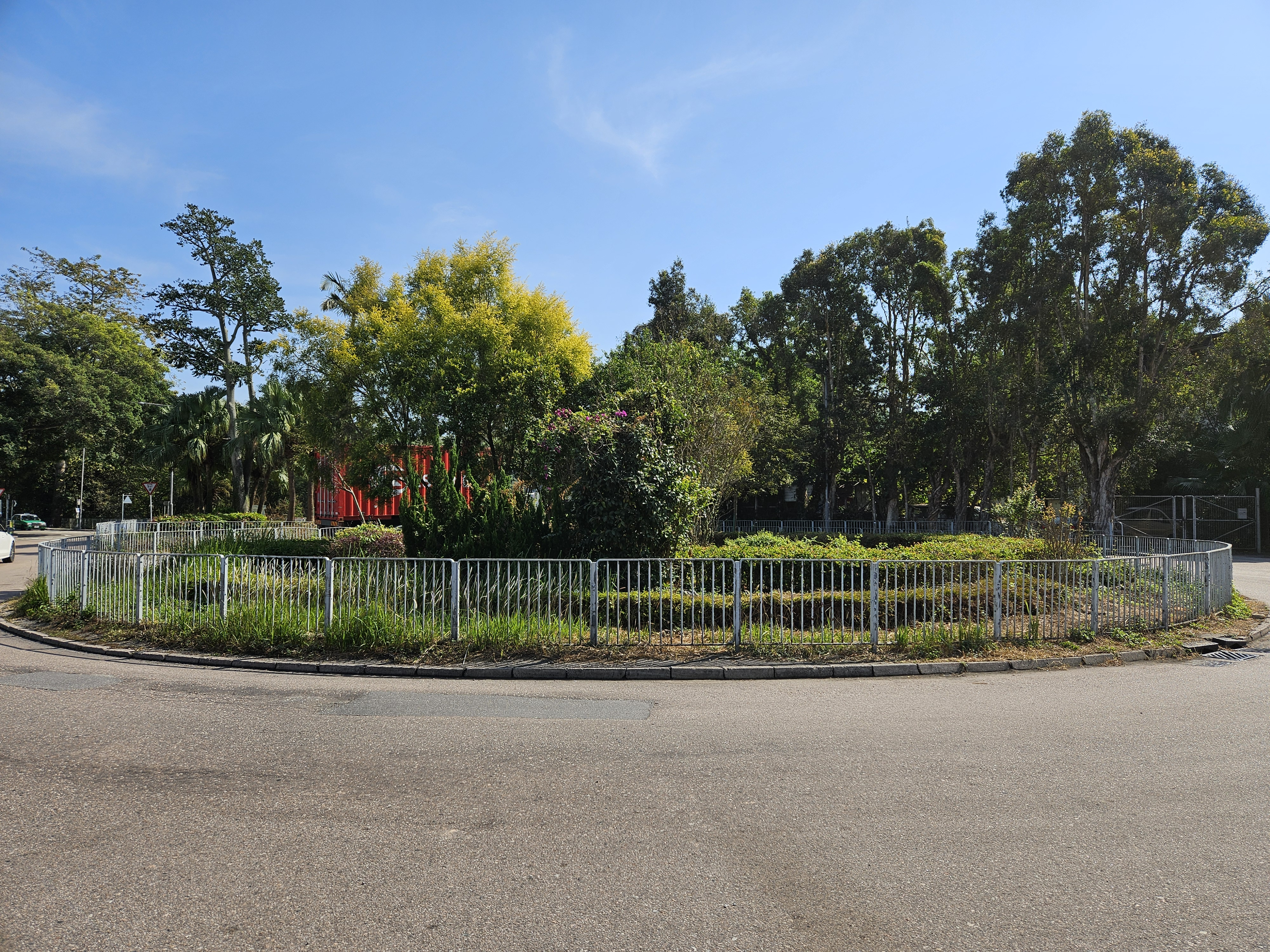
大棠路迴旋處

## 交匯道路
- 谷亭街
- 青山公路－元朗段
- 阜財街
- 裕景坊
- 牡丹街
- 教育路
- 紅棉圍
- 合益路
- 馬棠路
- 十八鄉路
- 大樹下東路
- 大樹下西路
- 大旗嶺路
- 深涌村路
- 深涌路
- 南坑村路
- 水蕉新村路
- 僑興路